# Réserve naturelle du Haut-Taz
La réserve naturelle du Haut-Taz (réserve naturelle Verkhne-Tazovski) (en russe : Верхне-Тазовский заповедник) est un zapovednik situé au centre du territoire russe. Il a été créé le 24 décembre 1986. Sa superficie totale s'élève à 631 308 ha. Il relève du ministère des ressources naturelles et de l'écologie de la fédération de Russie. 

## Géographie
La réserve est située dans la plaine de Sibérie occidentale, dans le raion de Krasnoselkoupski (en) du district autonome de Iamalo-Nénétsie, en Russie d'Asie. Sa longueur est de 150 km du nord au sud et de 70 km d'est en ouest. Ce territoire est divisé en deux forêts, celle de Pokol et celle de Tazov, séparées entre elles par un passage d'eau le long de la rive gauche de la rivière Ratta (ru).
La réserve de Verkhne-Tazovski est située dans le Haut-Taz. Les pentes des collines atteignent 50 m et forment des crêtes et des moraines. Son territoire est fortement fragmenté en des vallées profondes de petites rivières, les ravins qui se sont formés gardent des fonds secs. Les sols sont principalement acides et les zones entre les bois et les marais se sont formées sur des fonds limoneux et argileux. Les principaux cours d'eau sont les rivières Pokalky (ru) (260 km) et Ratta (210 km).
Le territoire de la réserve a une étendue de 631 308 ha, la forêt occupe 534 955 ha, les zones sans forets occupent une surface de 96 353 ha, dont la valeur particulière est représentée par les marais (90 713 ha), et les zones recouvertes d'eau (5 517 ha).

### Frontières
- Au nord : le fleuve Taz entre les estuaires des rivières Alaky (ru) et Ratta ;
- À l'est : la rivière Ratta jusqu'aux rivières Tokylylky (ru) et Kotcheptcha ;
- Au sud : le bassin entre les fleuves Ob, Taz, et Ienisseï ;

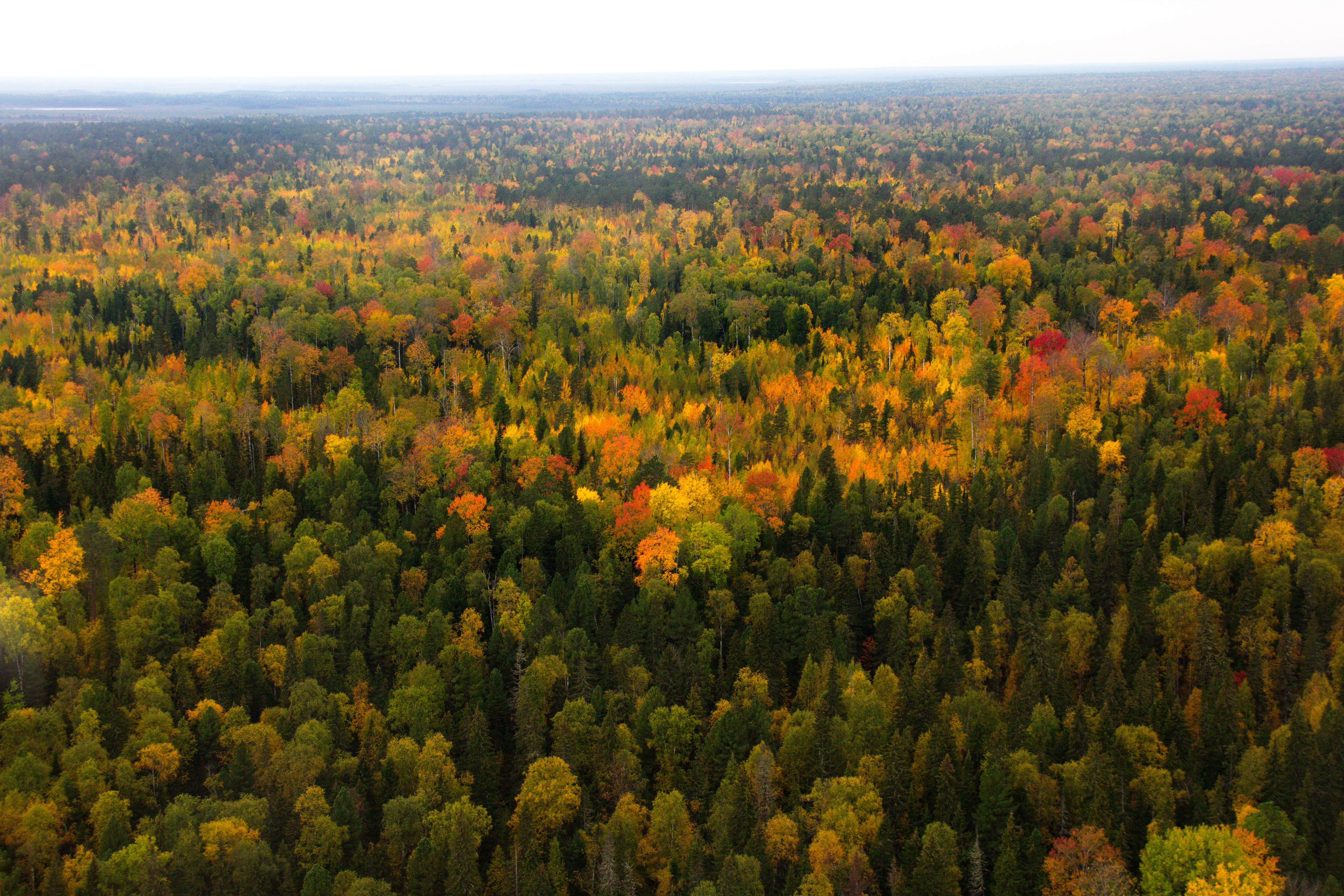
Forêts dans la taïga

- À l'ouest : la rivière Pokalky (ru) et Alaky.

## Climat
Le climat de la région est continental, avec de longs hivers froids et des étés assez chauds. L'amplitude des températures minimales d'hiver et maximales d'été varie de −49 °C à +30 °C. L'hiver a une durée moyenne de 208 jours et débute vers la fin octobre. Le printemps est court, avec des températures de −15 °C et −18 °C de jour. L'été a une durée de 90 jours. Le mois le plus chaud est juillet avec des températures moyennes de +18 °C. La durée de l'automne est d'un mois et demi environ (septembre et octobre).
La durée moyenne de la période sans gel est de 8 jours. La réserve est située dans la zone de pergélisol permanent. 

## Flore
Le territoire de la réserve fait partie de la sous-zone de la taïga septentrionale. La flore se compose de pins de Sibérie (104 069 ha), de sapins (15 014 ha), de cèdres (89 055 ha), de pins (318 550 ha) et de mélèzes (59 021 ha). Les feuillus et les arbustes sont représentés par des bouleaux, des trembles, des saules et occupent une surface de 40 463 ha. Au total, 310 espèces de plantes vasculaires ont été identifiées dans la réserve.

## Faune

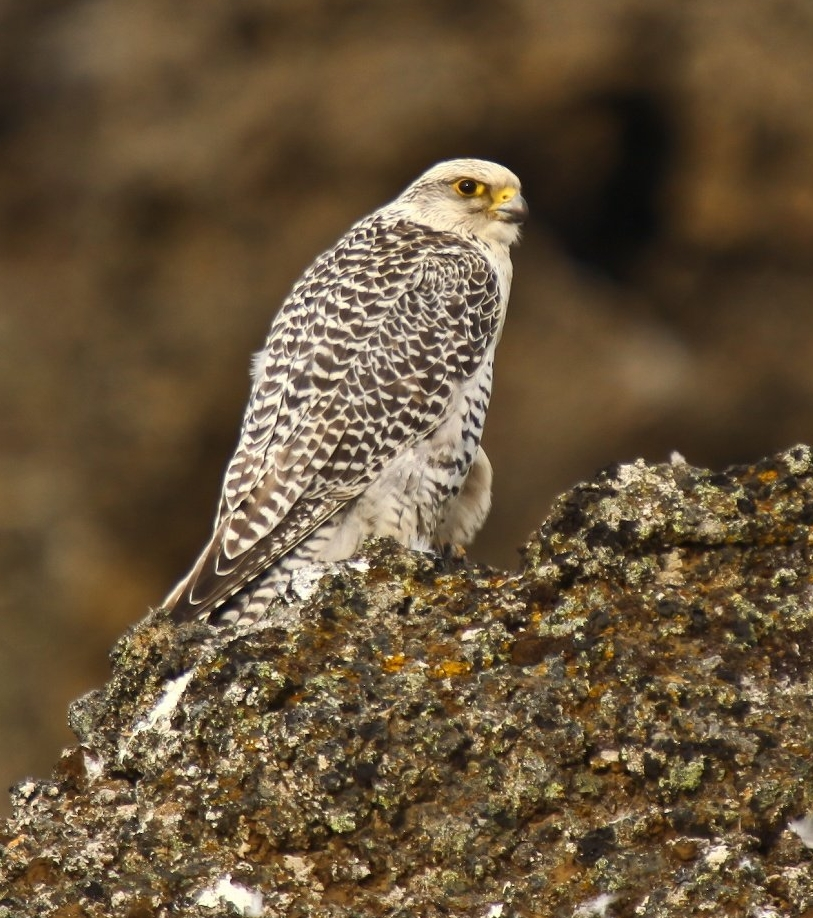
Faucon gerfaut (Falco rusticolus)

La faune est typique de la taïga septentrionale : élan, ours brun, loup, renard roux, glouton boréal, Zibeline, hermine, belette d'Europe, vison d'Amérique, écureuil, polatouche de Sibérie, tamia de Sibérie, rat musqué et divers petits rongeurs.
Parmi les oiseaux, on trouve le pygargue à queue blanche, le balbuzard pêcheur, l'aigle royal, le hibou grand-duc, le faucon gerfaut, la pie-grièche grise, le pluvier argenté, la bernache à cou roux, l'huîtrier pie, l'oie des moissons. 
Les reptiles sont représentés par le lézard vivipare et la vipère péliade.
Les amphibiens sont représentés notamment par Salamandrella keyserlingii.

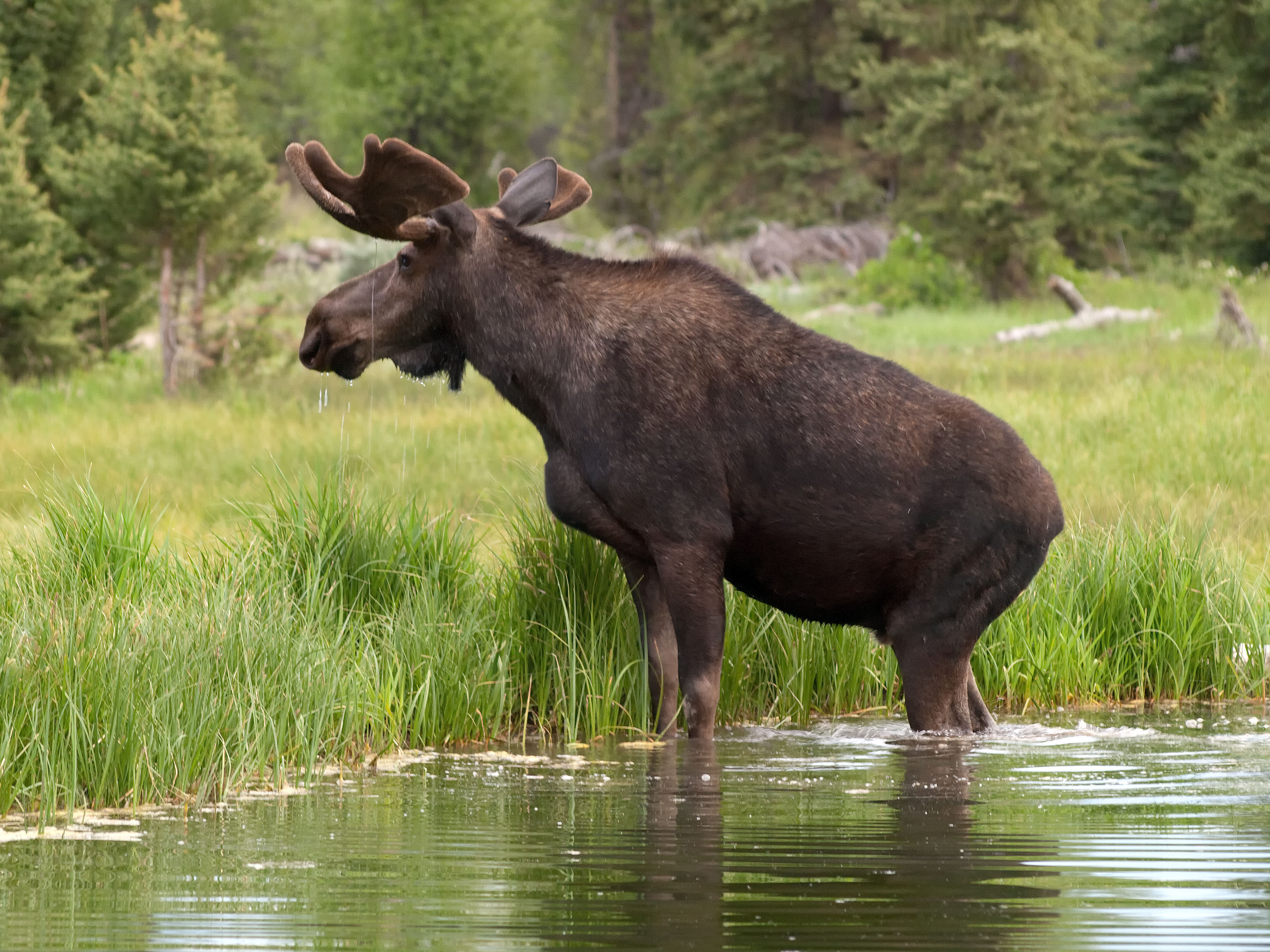
Élan
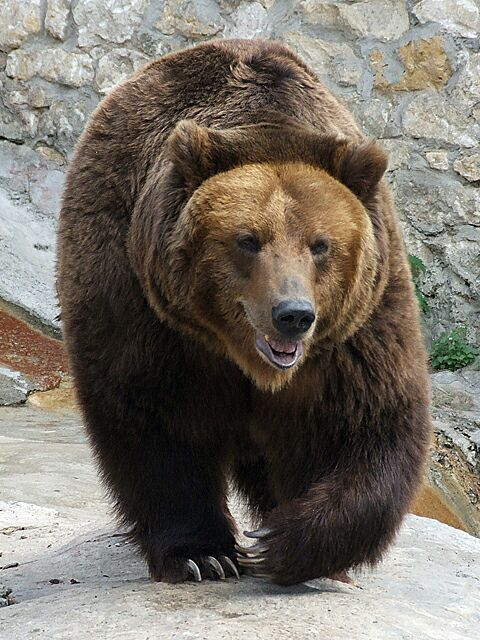
Ours brun
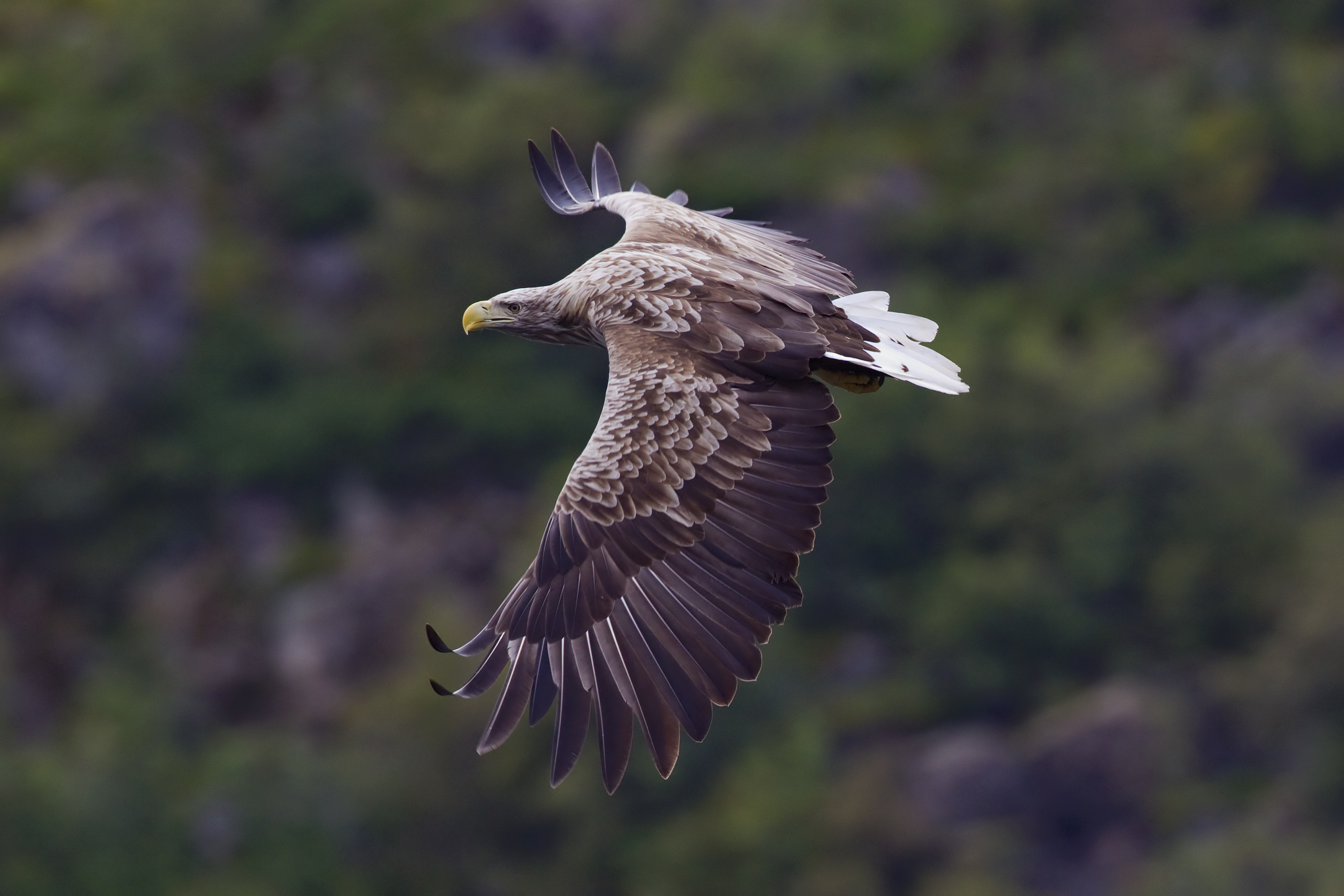
pygargue à queue blanche (2012)
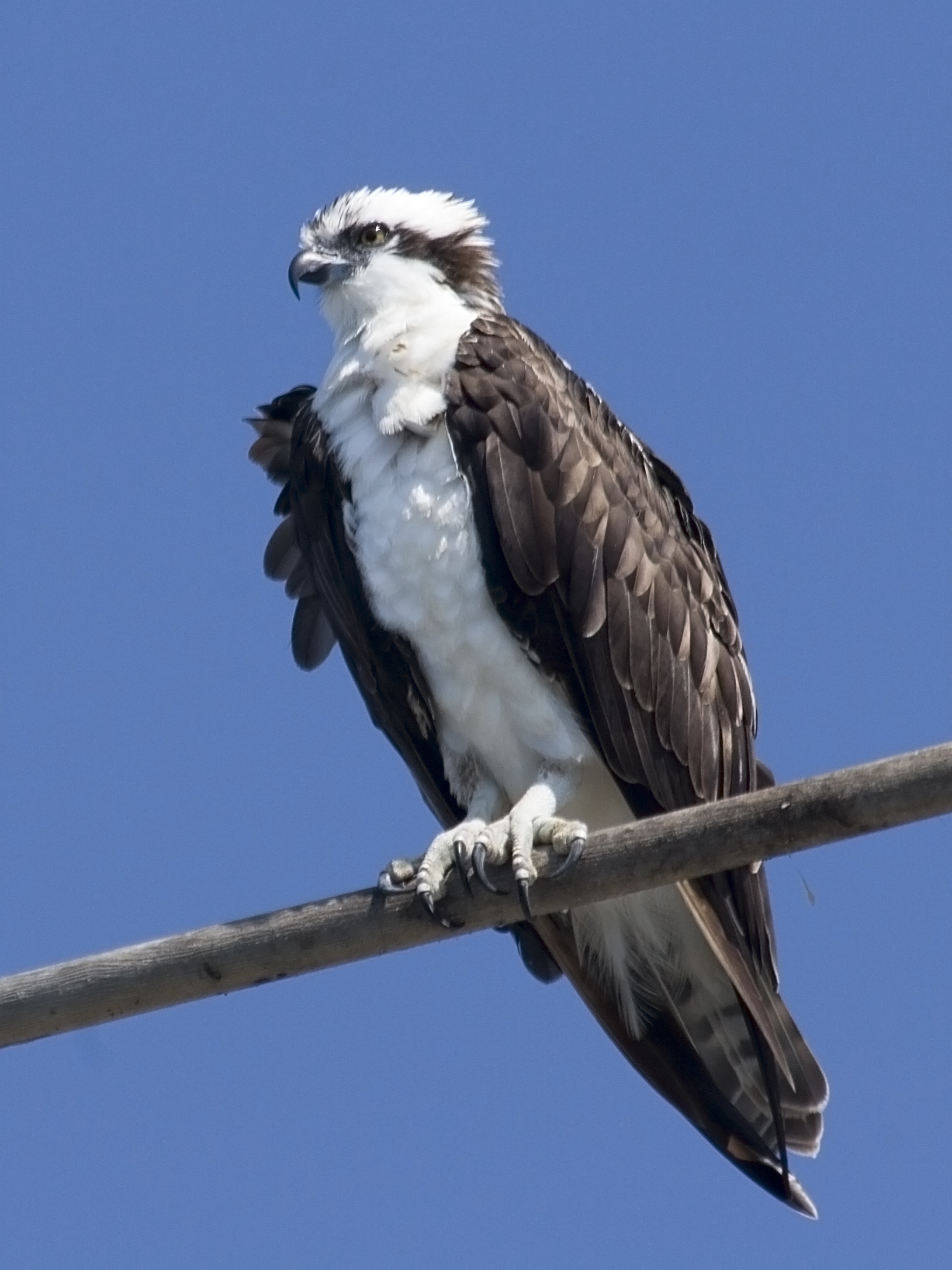
balbuzard pêcheur

Beaucoup de poissons sont de la famille des Salmonidae, le Nelma (en), et diverses variétés de Coregonus : le Coregonus muksun, le Coregonus nasus, le Coregonus peled, le Coregonus pidschian, Coregonus tugun, et encore le hucho. Dans les rivières du bassin de l'Ienisseï, le Brachymystax et le Thymallus arcticus. Dans le cours moyen des rivières Pokalky et Ratta, il existe de riches frayères de coregonus. Malgré la petite superficie des zones d'eau dans la réserve, celles-ci jouent un rôle très important pour que les frayères subsistent.
Au total, sur le territoire de la réserve sont représentés 548 espèces d'insectes, 23 espèces de poissons, deux espèces d'amphibiens, deux espèces de reptiles, 199 espèces d'oiseaux et 36 espèces de mammifères.